# Mészáros Árpád (labdarúgó)
Mészáros Árpád (1890. június 5. – 1958) válogatott labdarúgó, csatár, balszélső.

## Pályafutása

### Klubcsapatban
A BTC labdarúgója volt. A csapattal két bajnoki bronzérmet szerzett. Borbás dr. mellett, korának leggyorsabb balszélsője volt. A válogatottban középcsatárként is szerepelt. Vakmerő játéka, miatt csapattársai Vadember néven emlegették.

### A válogatottban
1909 és 1914 között három alkalommal szerepelt a magyar labdarúgó-válogatottban és egy gólt szerzett.

## Sikerei, díjai
- Magyar bajnokság
  - 3.: 1908–09, 1912–13

## Statisztika

### Mérkőzései a válogatottban
| Magyarország | Magyarország    | Magyarország               | Magyarország | Magyarország | Magyarország | Magyarország  | Magyarország | Magyarország |
| #            | Dátum           | Helyszín                   | Hazai        | Eredmény     | Vendég       | Kiírás        | Gólok        | Esemény      |
| ------------ | --------------- | -------------------------- | ------------ | ------------ | ------------ | ------------- | ------------ | ------------ |
| 1.           | 1909. május 31. | Budapest, Millenáris-pálya | Magyarország | 2 – 8        | Anglia       | barátságos    | 1            | 77'          |
| 2.           | 1910. május 1.  | Bécs, Hohe Warte           | Ausztria     | 2 – 1        | Magyarország | barátságos    | -            |              |
| 3.           | 1914. május 3.  | Bécs, WAC-Platz            | Ausztria     | 2 – 0        | Magyarország | Wagner-serleg | -            |              |
|              | Összesen        |                            |              | 3            | mérkőzés     |               | 1            | gól          |